# ميوريل ماترز
ميوريل ليلا ماترز (بالإنجليزية: Muriel Matters)‏ (12 نوفمبر 1877-17 نوفمبر عام 1969) كانت محاضرة أسترالية، ومنادية بمنح المرأة حق الاقتراع، وصحفية، ومعلمة، وممثلة وخبيرة في فن الخطابة. اشتهرت ماترز، التي عاشت في بريطانيا منذ عام 1905 حتى وفاتها، بعملها بالنيابة عن رابطة حرية المرأة في ذروة الكفاح المسلح لمنح المرأة حق التصويت في المملكة المتحدة.

## الاعتراض على الحرب العالمية الأولى
أعلنت ماترز معارضتها للحرب في بيان بعنوان «التصوف الكاذب للحرب»، وذلك في يونيو عام 1915 بعد عام واحد من اندلاع الحرب العالمية الأولى. جادلت ماترز بأن الحرب ليست آلية ناجحة لحل المشكلات، وأن مبررات الحرب تستند إلى الادعاءات الكاذبة. أعربت عن استيائها من استخدام المسيحية كمبرر للحرب في الوقت الذي لم تناشد فيه أصول العقيدة القوة المسلحة. لم يمكن الوثوق بالذين يدافعون عن الحرب في الحكومة بناءً على أسس لاهوتية بالنسبة إلى ماترز؛ وذلك بسبب النظر إلى «إلههم، في تفكيرهم الخاص، على أنه نسخة مكبرة عن أنفسهم».
قدمت ماترز في بيانها دحضًا للحجج العسكرية المقدمة في كتاب الحرب والحياة في العالم للكاتب فريدريك ناتوش مودي. تساءلت ماترز أيضًا عن أهمية الجنسية -التي كان ظهورها عاملًا محوريًا في اندلاع الحرب التي نددت بها. كانت حججها بمثابة صراع مع مجتمع منخرط في حرب شاملة، وذلك مع امتلاء الصحف حينها بقوائم الشرف للجنود القتلى وإعلانات شراء سندات الحرب. أعادت لجنة السلام المناهضة للحرب التابعة لجمعية الأصدقاء الدينية (الكويكرز) نشر البيان لاحقًا على شكل كتيب، وبيعه مقابل مبلغ رمزي.

## منهج مونتيسوري
أمضت ماترز عامًا في برشلونة لحضور الدورة الدولية للمعلمة الإيطالية ماريا مونتيسوري في عام 1916، والتي ركزت على الاستراتيجيات التعليمية الجديدة، ونظرت في نمو الطفل الجسدي والاجتماعي والعاطفي والمعرفي. سمح حياد إسبانيا خلال الحرب العظمى لماترز بالذهاب إلى هناك لدراسة النهج الذي تدرسه مونتيسوري؛ والذي يركز على الطفل في التعلّم، والذي يناسب وجهة نظرها القائلة بأن التعليم يجب أن يكون حقًا عالميًا. استأنفت عملها مع الأطفال الفقراء في شرق لندن عند عودتها إلى إنجلترا، ودُعيَت في بعض الأحيان لإلقاء محاضرات على طلاب في إنجلترا واسكتلندا عن مزايا منهج مونتيسوري.

## 1922: جولة المحاضرة الثانية في أستراليا
ذهبت ماترز في جولة لتقديم محاضرة ثانية في أستراليا في عام 1922، وتجسد اهتمامها الأساسي هذه المرة بالدفاع عن أفكار مونتيسوري أمام معلمي بلدها الأصلي. ألقت محاضرات في برث وسيدني وأديلايد وملبورن، ولاحقت الصحافة الأسترالية جولتها عن كثب.

## مرشحة هيستينغز
اُختيرت ماترز بعد عودتها إلى المملكة المتحدة للترشح لحزب العمال عن مقعد هيستينغز في الانتخابات العامة لعام 1924. كان خصمها المرشح المحافظ المعين اللورد يوستاس بيرسي. عملت بشكل كبير على منصة اشتراكية تدعو إلى توزيع أكثر عدلًا للثروة، والعمل من أجل العاطلين عن العمل وتعزيز المساواة بين الجنسين. انضم إليها شقيقها الأصغر ليونارد ماترز خلال الحملة الانتخابية. كانت تجربة ليونارد ككاتب وصحفي لا تقدر بثمن من ناحية التفاوض مع صحافة هيستينغز المعادية (وكان سيصبح عضوًا في لامبث لاحقًا في عام 1929). أُعيد انتخاب اللورد يوستاس بيرسي بأغلبية متزايدة قدرها 135.9 أعادت مكاسب المحافظين في جميع أنحاء البلاد؛ وذلك على الرغم من أفضل الجهود التي بذلتها شركة ماترز.
بقيت هيستينغز مقعدًا آمنًا للمحافظين، ولم يطالب به مرشحي حزب العمال حتى عام 1977.

## التقدير
لم تحصل ماترز على نفس التقدير في أستراليا كما في المملكة المتحدة حيث أجرت قناة بي بي سي مقابلة معها في عام 1939. أُنشِئت جمعية ميوريل ماترز في عام 2009. قُدِّمت دراما وثائقية تسمى ميوريل ماترز! في مهرجان أديلايد السينمائي وعلى شاشة تلفزيون إيه بي سي في عام 2013. ظهرت اللوحة الجدارية لماترز في أديلايد في عام 2018، وربط مقال عنها المعارك التي خاضتها مع حركة #أنا_أيضًا.